# Cochranella granulosa
Espèce
Synonymes
- Centrolenella granulosa Taylor, 1949

Statut de conservation UICN

 LC  : Préoccupation mineure
Cochranella granulosa est une espèce d'amphibiens de la famille des Centrolenidae.

## Répartition
Cette espèce se rencontre de 40 à 1 500 m d'altitude, au Honduras, au Nicaragua, au Costa Rica et au Panamá.

## Description
Les mâles mesurent de 22,5 à 29 mm et les femelles de 29 à 32 mm.

## Publication originale
- Taylor, 1949 : Costa Rican frogs of the genera Centrolene and Centrolenella. University of Kansas Science Bulletin, vol. 33, no 4, p. 257-270 (texte intégral).